# Aki Hakala
Aki-Markus Juhani Hakala (Espoo; 28 de octubre de 1979) es un músico finlandés, baterista de la banda de rock The Rasmus.

## Biografía
De joven estudió en una academia de música.
Es el único miembro actual de la banda que no ha sido parte de ella desde el inicio, ya que no fue hasta 1999 cuando se unió, luego de la separación de Janne Heiskanen. Aki ha contado que la forma en que se unió al grupo fue curiosa, ya que Pauli lo invitó a hacer una prueba de sonido, y después tan solo le dijo: "Oye, ¿quieres unirte a The Rasmus?", a lo que él aceptó con gusto.
Curiosamente, antes de ser miembro de The Rasmus, vendía mercancía del grupo fuera de sus conciertos. 
También ha tocado con Killer y Kwan, otras bandas finlandesas que forman parte de Dynasty.
Además, ha participado como actor en una serie de televisión finlandesa, y aparece en el vídeo Padam, de Kwan.
En 2007, mientras estaba de gira con el grupo, su pareja (que estaba embarazada) dio a luz. Quería presenciar el parto, pero el nacimiento de su hija se adelantó y no pudo llegar a tiempo. Su hija se llama Tinka.
En noviembre de 2016 anunció su proyecto musical alterno: MUSTE. Aki lanzó una canción llamada "Herätä mut" ("Despierta") el 16 de diciembre.

## Trivia

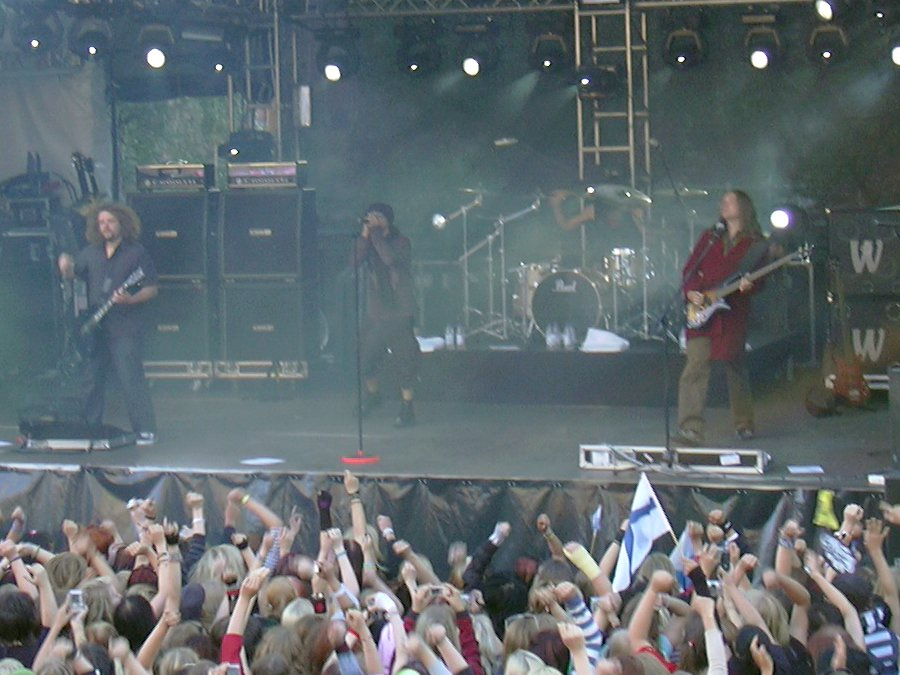
The Rasmus en un concierto en la ciudad de Tampere, Finlandia.

- Tiene fobia a los ascensores y a las alturas.
- Admira a Lauri.
- Es muy sensible, y llora muy seguido. Dice que Lauri es quien suele encontrarlo cuando está llorando.
- Entre sus grupos favoritos figuran Foo Fighters, Metallica y Red Hot Chilli Peppers. Curiosamente, The Rasmus ha compartido escenario con las tres bandas.
- Cuando era más joven, se encontraba con un amigo en una calle de Finlandia, que arrojó una latita de cerveza que cayó en la cabeza de un camionero. Ambos fueron detenidos y pasaron unas horas en prisión por ello, pero rápidamente aclararon todo y quedaron libres.
- Anteriormente usaba gafas, pero se operó de la vista y ya no las necesita.
- Sabe tocar un poco de guitarra.
- Dice no servir para nada más que tocar la batería.
- Su hija nació en julio de 2007. En ese entonces, la banda se encontraba de gira. Él había organizado los horarios y fechas del tour para poder estar junto a su esposa el día del nacimiento, pero el parto fue prematuro y no pudo estar presente.
- Es el compañero de fiestas de Lauri.
- Le encantan los gatos.
- De joven se tiñó el cabello de rojo y se hizo rastas.
- Su ídolo es Chad Smith, baterista de Red Hot Chilli Peppers.
- En noviembre de 2016 anunció su proyecto musical alterno; MUSTE